# 三氟胸苷
三氟胸苷（INN：trifluridine）（又称屈氟尿苷、曲氟尿苷、trifluorothymidine或TFT）是一種主要用于眼睛的反疱疹病毒科抗病毒药物。商品名称為Viroptic，原由葛兰素史克公司的前身Glaxo Wellcome所銷售。现在該商品名称由King Pharmaceuticals所拥有。三氟胸苷于1980年被批准用于医疗用途。它也是口服抗癌药物三氟胸苷∕替吡嘧啶的一个组成部分。

## 医疗用途
三氟胸苷滴眼液可用于治疗单纯疱疹病毒1型和2型所引起的角膜炎和角膜結膜炎，以及预防和治疗被牛痘病毒感染的眼睛。一項考科藍的系統綜述顯示，三氟胸苷和阿昔洛韦比起碘苷或阿糖腺苷更有效。相比之下，在採用三氟胸苷的病人中，在14天內治愈的数目輕微增加。
三氟胸苷亦是抗癌藥物三氟胸苷∕替吡嘧啶的組成部分。

## 副作用
三氟胸苷滴眼液常见的副作用包括瞬間的烧灼感，刺痛，局部刺激和眼睑的水肿。對於抗癌制剂三氟胸苷∕替吡嘧啶的副作用，現時只有對組合藥整體的數據，尚無對該藥物組合當中個別的组成部分进行评估。

## 交互作用
現時針對三氟胸苷交互作用的研究都是體外實驗。在这些研究中，三氟胸苷透過了集中型核苷运输蛋白1（CNT1）和扩散型核苷运输蛋白1和2（ENT1, ENT2）進入細胞。影响这些运输蛋白的药物都有可能影响三氟胸苷的血浆浓度。作為一種胸腺嘧啶磷酸化酶抑制剂，三氟胸苷还可能与齐多夫定等該酶的受質起交互作用。三氟胸苷滴眼液的全身性吸收微不足道，因此藥物相互作用基本上對此无关。

## 药理学

### 作用機理（滴眼液）
三氟胸苷與脱氧尿苷的結構非常類似，可以在病毒DNA复制的過程中被使用，但是三氟胸苷當中的–CF3基團妨礙了碱基对的生成，从而干扰病毒的DNA复制。

### 药代动力学（滴眼液）
三氟胸苷能穿透角膜並停留在房水中，全身性吸收可以忽略不计。

### 药代动力学（口服）

5-三氟甲基-2,4(1H,3H)嘧啶二酮(FTY)，主要代谢产物

口服三氟胸苷的药代动力学数据僅限於對三氟胸苷和替吡嘧啶組合的结合评估。替吡嘧啶能大幅影响三氟胸苷的生物轉化作用。至少57%的三氟胸苷是从肠道吸收，在服用两小时后达到最高的血浆浓度。该藥物並沒有生物累積的倾向。三氟胸苷對血浆蛋白的结合度超过96%。三氟胸苷由胸苷磷酸化酶代谢為5-三氟甲基-2,4(1H,3H)嘧啶二酮（FTY），或通过葡萄糖醛酸化進行代谢。三氟胸苷的消除半衰期在用藥的第一天为1.4小时；在第十二天增加到2.1小时。它主要通过肾脏排泄。通过抑制胸腺嘧啶磷酸化，替吡嘧啶可使三氟胸苷的Cmax（最高血浆浓度）增加22倍，曲线下面積增加37倍。

## 化学性質
三氟胸苷是一种白色晶状粉末。三氟胸苷高度可溶於甲醇和丙酮；可溶于水、乙醇、0.01M的稀盐酸和0.01M的稀氢氧化钠；微溶於异丙醇、乙腈和乙醚；以及非常微溶於异丙醚。

## 外部連結
- . Rev Med Chir Soc Med Nat Iasi. 2004, 108 (2): 409–12. PMID 15688823.
- . CLAO J. 1998, 24 (2): 122–4. PMID 9571274.
- . Invest Ophthalmol Vis Sci. 1991, 32 (9): 2455–61. PMID 1907950.
- (PDF).   [2007-03-24]. （原始内容 (PDF)存档于2009-09-20）.